# Talbot (Australia)
Talbot – miasto w Australii, w stanie Wiktoria.